# Садовая улица (Прилуки)
Садо́вая у́лица (укр. Садо́ва ву́лиця) — одна из центральных улиц Прилук. Проложенная в первой половине XIX века. Участок между улицей 1-го Мая и железнодорожным вокзалом проложен в 1938 году. На улице размещалась еврейская синагога, отсюда происхождение первого названия улицы — Синагогская. В 1896 году была переименована в Садовую, затем носила название российского писателя Максима Горького. В 2001 году ей было возвращено название Садовая.

## Этимология годонима
Название получила по расположению в конце улицы городского сада.

## Трассировка
Улица начинается от улицы Береговой и следует до железнодорожного вокзала.

Пересекается улицами:
- улица Николая Гоголя
- улица Шевченко
- Киевская улица
- улица Гнедаша
- Николаевская улица
- Константиновская улица
- улица 1-го Мая
- улица Николая Яковченко

## Здания, сооружения, места
На Садовой располагалась синагога. После Великой Отечественной войны в её здании был кинотеатр им. Горького. Застроена многоэтажными и одноэтажными домами. Заканчивается домами № 128 и 151. 
- 2 — Краеведческий музей (быв. школа № 4)
- 60 — Общежитие Агротехнического техникума
- 106 — Школа № 14
- 126 — Центральная районная детская библиотека (быв. Автостанция)
- Парк завода «Строймаш»

## Транспорт
Автобус: 13, 30

Маршрутное такси: 2, 2а, 23